# HESA Saeqeh
Die HESA Saeqeh (persisch : صاعقه , „Donnerkeil“), alternativ Sa'eqeh geschrieben, Saegheh oder Saeqeh-80 ist ein im Iran gebauter einsitziger Düsenjäger, der von der US-amerikanischen Northrop F-5 abgeleitet wurde. Es ist ein gemeinsames Produkt der iranischen Luftwaffe und des iranischen Verteidigungsministeriums und die zweite Generation des iranischen Azarakhsh-Kampfflugzeuges. Die ersten Saeqeh wurden am 20. September 2007 im Iran erfolgreich getestet.

## Geschichte
Die Entwicklung begann wahrscheinlich in den 1990er-Jahren. Die Maschine ist vermutlich als Folge verschiedener Waffenembargos entstanden, die den Iran dazu zwangen, die vorhandenen Muster zu modernisieren, da ein Import neuer Kampfflugzeuge nicht möglich war. Nach iranischen Angaben soll die Kampfkraft der Saeqeh mit einer US-amerikanischen F/A-18 Hornet vergleichbar sein und die Reichweite etwa 3000 km betragen, was von westlichen Experten bezweifelt wird. Der erste Prototyp wurde im Juli 2004 im staatlichen Fernsehen bei einem Testflug gezeigt. In dieser Übung, die am 19. August 2006 begann, führte der neue Jäger Aktionen durch, die als „Mission zur Bombardierung virtueller feindlicher Ziele“ beschrieben wurden. Zwei Prototypen, die sich von den zuvor gezeigten zu unterscheiden schienen, führten am 20. September 2007 einen Vorbeiflug am Teheraner Flughafen Mehrabad durch. Drei Prototypen nahmen am 22. September 2007 an einer Militärparade teil. Der Iran hat angekündigt, in naher Zukunft die anderen Varianten der Saeqeh zu testen, die sich aufgrund wesentlicher Änderungen des Waffensystems, der Aerodynamik und der Reichweite von den vorherigen Flugzeugen unterscheiden sollen. Im September 2010 zeigte der Iran laut der Nachrichtenagentur FARS das erste Saeqeh-Geschwader während einer Flugshow, die während der Militärparaden zu Beginn der iranischen Woche der Heiligen Verteidigung veranstaltet wurde. Im Mai 2012 erklärte Verteidigungsminister Ahmad Vahidi, dass drei Saeqeh-Jäger der neuen Generation hergestellt und an die Luftwaffe ausgeliefert worden seien. Am 26. August 2012 kündigte der stellvertretende Verteidigungsminister Mohammad Eslami an, dass eine verbesserte Version der Saeqeh bis Ende 2013 bei der iranischen Luftwaffe eingeführt werden sollte.

## Konstruktion

Dreiseitenriss

Es wurden nur wenige verlässliche Informationen zu den Spezifikationen der Saeqeh veröffentlicht. Der Befehlshaber der iranischen Luftwaffe, Brigadegeneral Ahmad Mighani, sagte, dass die Saeqeh in Bezug auf das aerodynamische Gleichgewicht und die Raketen- und Radarsysteme auf dem neuesten Stand sei. Der Geschäftsführer der Luftfahrtorganisation des Ministeriums für Verteidigung und Logistik der Streitkräfte, Majid Hedayat, beschrieb die Saeqeh als ein Kampfflugzeug mit hoher Manövrierfähigkeit und der Fähigkeit, Ziele zu bombardieren. Die Flugzeugzelle ähnelt einer Northrop F-5 mit zwei Seitenleitwerken anstelle von einem. Der Jagdbomber hat die Fähigkeit, feindliche Flugzeuge aufzuspüren, zu bekämpfen, Erdziele anzuvisieren und eine Auswahl an Waffen und Munition zu tragen. Die optischen Unterschiede zwischen der Saeqeh und der ursprünglichen F-5E beschränken sich weiterhin auf zwei Seitenleitwerke anstelle von einem, zusätzlichen Flügelwurzelextensionen und veränderten Lufteinlässen. Rumpf, Fahrwerk, Triebwerke, Waffen und Instrumente scheinen mit der F-5E identisch zu sein, was darauf hinweist, dass die Saequeh kein neu gebauter Düsenjäger ist, sondern eine Modifikation bestehender Northrop F-5.

## Technische Daten
- Besatzung: 1
- Länge: 15,89 m
- Spannweite: 8,13 m
- Höhe: 4,0 m
- Leergewicht: 4.400 kg
- Bruttogewicht: 9.000 kg
- Maximales Startgewicht: 9.000 kg
- Triebwerk: 2 × verbesserte iranische General Electric J85 – Nachverbrennung von Turbostrahltriebwerken (mit Technologie von Pratt & Whitney TF30 )
- Höchstgeschwindigkeit: 1.700 km / h (918 kn)
- Reichweite: 3.000 km (1.864 mi, 1.620 nmi)
- Servicehöhe : 16.000 m
- Steiggeschwindigkeit: 174,75 m / s (34.400 ft / min)